# Robert Rex
Sir Robert Richmond Rex KBE, CMG, (* 25. Januar 1909; † 12. Dezember 1992) war ein niueanischer Politiker. Von der Autonomie der Pazifikinsel am 19. Oktober 1974 bis zu seinem Tod war er Premierminister des Landes. Er wurde schon in der halbautonomen Zeit der Insel, am 4. August 1965, Chief Minister.
Obwohl Rex ein entschiedener Gegner von Parteipolitik war, wurde er formal seit deren Gründung 1987 von der Niue People’s Party (NPP) unterstützt.
Nach dem Tod von Robert Rex übernahm Young Vivian kommissarisch die Amtsgeschäfte. Sein Sohn, Robert Rex Junior (1943–2021), war ebenfalls in der Politik der Insel tätig.
| Personendaten    | Personendaten                             |
| ---------------- | ----------------------------------------- |
| NAME             | Rex, Robert                               |
| ALTERNATIVNAMEN  | Rex, Robert Richmond (vollständiger Name) |
| KURZBESCHREIBUNG | niueanischer Politiker                    |
| GEBURTSDATUM     | 25. Januar 1909                           |
| STERBEDATUM      | 12. Dezember 1992                         |